# Banco de Desenvolvimento de Angola
O Banco de Desenvolvimento de Angola (BDA) é uma instituição financeira angolana, sob a forma de empresa pública, com sede em Luanda, na província homônima, e escritórios em determinados pontos do país, cujo principal objetivo é o financiamento de longo prazo e investimento em todos os segmentos da economia nacional.
Desde a sua fundação, é um órgão de fomento no contexto do desenvolvimento econômico, para financiar os grandes empreendimentos industriais e de infraestrutura tendo marcante posição no apoio aos investimentos na agricultura, no comércio e serviço, nas micro, pequenas e médias empresas, e aos investimentos sociais direcionados para a educação e saúde, agricultura familiar, campesinato, saneamento básico e ambiental e transporte coletivo de massa.

## História
O BDA foi criado pelo decreto nº 37, de 7 de junho de 2006, assinado pelo então presidente angolano José Eduardo dos Santos, como substituto ao Fundo de Desenvolvimento Económico e Social (FDES), que havia sido criado em 27 de agosto de 1999, e vigente a partir de 1 de março de 2000, para financiar micro e pequenas empresas.
Teve como primeira meta a assistência técnica e financeira para desenvolver a produção de milho, algodão e materiais de construção. Nos anos seguintes, ampliou as linhas de atuação para beneficiar os setores de pecuária, avicultura, hotelaria, produção de cereais, exploração de madeira e de mel.
Teodoro da Paixão Franco Júnior foi o primeiro presidente da instituição.